# Hideaki Miura
Hideaki Miura (Japans: 三浦秀秋, Miura Hideaki) (?, 1982) is een Japans componist, arrangeur en trombonist.

## Levensloop
Miura studeerde aan het Shobi College of Music in Tokio bij Etsu Kawasaki, Matsuo Yutaka en H. Shinozaki. Aldaar gradueerde hij in 2004 en is sindsdien werkzaam als arrangeur en freelance componist. Hij schrijft zowel arrangementen voor het muziektheater en shows alsook werken voor harmonieorkest. Met zijn werken voor het laatstgenoemde genre kreeg hij verschillende prijzen zoals in 2004-2005 met een werk bij de competitie van Band in the 21st Century.  Hij schreef ook bewerkingen van klassieke en populaire muziek voor harmonieorkest zoals AKB48 en The Loco-motion van Carole King.

## Composities

### Werken voor harmonieorkest
- 2005 Salty Music, voor harmonieorkest
- Fanfare III from Fantasy World
- Fireworks Overture, voor harmonieorkest
- Japanese Graffiti XIV, selectie voor harmonieorkest

### Kamermuziek
- Cross-Section View, voor koperoctet
- The Stone Watched, voor koperoctet